# Kamostat
Kamostat – organiczny związek chemiczny stosowany jako lek z grupy inhibitorów proteaz serynowych. Jego działanie polega na hamowaniu aktywności enzymatycznej trypsyny, PRSS8, matryptazy i kalikreiny osoczowej. 
Mesylan kamostatu wykorzystywany jest w zapobieganiu powrotów ostrych objawów u osób z przewlekłym zapaleniem trzustki oraz u osób po operacji przełyku.